# Street Fighter II: Champion Edition
Street Fighter II': Champion Edition (ストリートファイターIIダッシュ -CHAMPION EDITION-?) är ett man mot man-fightingspel först utgivet av Capcom som arkadspel i april månad 1992.

## Handling
Spelet är den första av flera uppdaterings-versioner av Street Fighter II. Bland nymodigheterna finns att man kan spela med slutbossarna (Balrog, Vega, Sagat, och M. Bison), samt möjligheten att begå så kallade "spegelmatcher" mellan två versioner av samma figur. Figurernas stridsteknik ändrades också något, till exempel blev Ryus och Kens stridstekniker mer olika. Spegelmatcherna gjorde att antalet matcher i enspelarläget utökades från 11 till 12.

### Fotnoter
1. ↑  ”Top 10 Biggest Grossing Arcade Games”. US Gamer. Arkiverad från originalet den 31 december 2013. https://web.archive.org/web/20131231034753/http://www.usgamer.net/articles/top-10-biggest-grossing-arcade-games-of-all-time. Läst 13 juni 2014.